# Championnat de Bosnie-Herzégovine de football 2017-2018
Navigation
Édition précédente Édition suivante
La saison 2017-2018 est la 26e édition du championnat de Bosnie-Herzégovine de football.
La première phase du championnat oppose les douze meilleurs clubs de Bosnie-Herzégovine en une série de vingt-deux rencontres, ou chaque équipe se rencontre deux fois, une fois à domicile et une à l'extérieur. À l'issue de cette phase, les douze équipes sont réparties en deux poules, les six premiers sont regroupés disputent la poule pour le titre, les six derniers la poule de relégation.
Lors de la deuxième phase, dans chaque poules les équipes se rencontrent à nouveau deux fois, une fois à domicile et une à l'extérieur. À l'issue de cette phase, le premier de la poule pour le titre est sacré champion, tandis que les deux derniers la poule de relégation poule sont relégués en deuxième division.
Trois places qualificatives pour les compétitions européennes seront attribuées par le biais du championnat (1 place au premier tour de qualification en Ligue des champions 2018-2019 et 2 au premier tour de qualification en Ligue Europa). Une autre place au premier tour de qualification de la Ligue Europa sera garantie au vainqueur de la Coupe de Bosnie-Herzégovine.

## Compétition

### Première phase

#### Classement
Le classement est établi sur le barème de points classique (victoire à 3 points, match nul à 1, défaite à 0).
| Rang | Équipe                | Pts | J  | G  | N | P  | Bp | Bc | Diff |
| ---- | --------------------- | --- | -- | -- | - | -- | -- | -- | ---- |
| 1    | Zrinjski Mostar T     | 50  | 22 | 16 | 2 | 4  | 40 | 18 | +22  |
| 2    | Željezničar Sarajevo  | 50  | 22 | 16 | 2 | 4  | 37 | 16 | +21  |
| 3    | Široki Brijeg         | 42  | 22 | 13 | 3 | 6  | 37 | 17 | +20  |
| 4    | FK Sarajevo           | 40  | 22 | 12 | 4 | 6  | 44 | 19 | +25  |
| 5    | FK Krupa              | 35  | 22 | 9  | 8 | 5  | 29 | 23 | +6   |
| 6    | Radnik Bijeljina      | 32  | 22 | 9  | 5 | 8  | 21 | 24 | -3   |
| 7    | Mladost Doboj Kakanj  | 29  | 22 | 7  | 8 | 7  | 29 | 28 | +1   |
| 8    | FK Borac Banja Luka P | 26  | 22 | 7  | 5 | 10 | 14 | 22 | -8   |
| 9    | GOŠK Gabela P         | 24  | 22 | 7  | 3 | 12 | 22 | 30 | -8   |
| 10   | Sloboda Tuzla         | 21  | 22 | 5  | 6 | 11 | 18 | 25 | -7   |
| 11   | Čelik Zenica          | 13  | 22 | 4  | 1 | 17 | 17 | 54 | -37  |
| 12   | NK Vitez              | 8   | 22 | 1  | 5 | 16 | 9  | 41 | -32  |

- qualification pour la poule pour le titre
- qualification pour la poule de relégation

Abréviations
- T : Tenant du titre
- P : Promus de Prva Liga 2016-2017

### Deuxième phase

#### Poule pour le titre

##### Classement
Le classement est établi sur le barème de points classique (victoire à 3 points, match nul à 1, défaite à 0).
| Rang | Équipe                 | Pts | J  | G  | N  | P  | Bp | Bc | Diff |
| ---- | ---------------------- | --- | -- | -- | -- | -- | -- | -- | ---- |
| 1    | Zrinjski Mostar T      | 69  | 32 | 21 | 6  | 5  | 58 | 30 | +28  |
| 2    | Željezničar Sarajevo C | 63  | 32 | 19 | 6  | 7  | 49 | 30 | +19  |
| 3    | FK Sarajevo            | 56  | 32 | 17 | 5  | 10 | 58 | 27 | +31  |
| 4    | Široki Brijeg          | 56  | 32 | 16 | 8  | 8  | 52 | 28 | +24  |
| 5    | Radnik Bijeljina       | 45  | 32 | 12 | 9  | 11 | 35 | 38 | -3   |
| 6    | FK Krupa               | 40  | 32 | 10 | 10 | 12 | 35 | 42 | -7   |

Qualifications européennes
Ligue des champions 2018-2019
- 1er : 1er tour de qualification

Ligue Europa 2018-2019
- C, 3e et 4e : 1er tour de qualification

Abréviations
- T : Tenant du titre
- C : Vainqueur de la Coupe de Bosnie-Herzégovine 2017-2018
- P : Promus de Prva Liga 2016-2017

#### Poule de relégation

##### Classement
Le classement est établi sur le barème de points classique (victoire à 3 points, match nul à 1, défaite à 0).
| Rang | Équipe                | Pts | J  | G  | N | P  | Bp | Bc | Diff |
| ---- | --------------------- | --- | -- | -- | - | -- | -- | -- | ---- |
| 7    | GOŠK Gabela P         | 45  | 32 | 13 | 6 | 13 | 32 | 36 | -4   |
| 8    | Mladost Doboj Kakanj  | 42  | 32 | 11 | 9 | 12 | 42 | 44 | -2   |
| 9    | FK Borac Banja Luka P | 38  | 32 | 10 | 8 | 14 | 22 | 31 | -9   |
| 10   | Sloboda Tuzla         | 36  | 32 | 9  | 9 | 14 | 31 | 34 | -3   |
| 11   | Čelik Zenica          | 28  | 32 | 8  | 4 | 20 | 30 | 61 | -31  |
| 12   | NK Vitez              | 13  | 32 | 3  | 6 | 23 | 15 | 57 | -42  |

Relégation
- 11e et 12e : relégation en Prva Liga

Abréviations
- T : Tenant du titre
- P : Promus de Prva Liga 2016-2017

- FK Borac Banja Luka n'obtient pas de licence pour la saison suivante, Čelik Zenica est repêché en Première division[1].

## Meilleurs buteurs
| Rang | Joueur             | Club                 | Buts |
| ---- | ------------------ | -------------------- | ---- |
| 1    | Mersudin Ahmetovic | Željezničar Sarajevo | 13   |
| 2    | Luka Menalo        | Široki Brijeg        | 9    |
| 2    | Goran Zakarić      | Željezničar Sarajevo | 9    |

Mise à jour au 7 février 2018.